# Preseka (Babušnica)
Pour les articles homonymes, voir Preseka.
Preseka (en serbe cyrillique : Пресека) est un village de Serbie situé dans la municipalité de Babušnica, district de Pirot. Au recensement de 2011, il comptait 178 habitants.

## Démographie
| 1948 | 1953 | 1961 | 1971 | 1981 | 1991 | 2002 | 2011 |
| ---- | ---- | ---- | ---- | ---- | ---- | ---- | ---- |
| 606  | 630  | 647  | 611  | 535  | 364  | 268  | 178  |

|  |